# Harald Kunstmann
Harald Kunstmann (* 1968) ist ein deutscher Klimaforscher und Hydrologe. Er ist Lehrstuhlinhaber des Lehrstuhls für Regionales Klima und Hydrologie an der Universität Augsburg, Gründungsdirektor des Zentrums für Klimaresilienz der Universität Augsburg, sowie stellvertretender Institutsleiter des Instituts für Meteorologie und Klimaforschung (IMK IFU) des Karlsruher Instituts für Technologie (KIT-Campus Alpin) in Garmisch-Partenkirchen. Harald Kunstmann verbindet die hydrologische Forschung mit der Atmosphären- und Klimaforschung. Dazu werden komplexe hydrologische, atmosphärische und gekoppelte numerische Modellsysteme zu regionalen Erdsystemmodellen weiterentwickelt und zu konkreten hydrologischen und klimatologischen Studien eingesetzt. Von besonderem Interesse ist für Harald Kunstmann das Wasserressourcenmanagement in Regionen, die unter Wasserknappheit oder Hochwasserrisiken leiden. Das deutsche Stiftungszentrum würdigte 2021 mit dem Wasser Ressourcenpreis der Rüdiger-Kurt-Bode Stiftung seine herausragenden Leistungen im Bereich des nachhaltigen Wasserressourcenmanagements in wasserkritischen, vulnerablen Regionen des globalen Südens, insbesondere für die von ihm entwickelten Atmosphäre-Hydrologie-Modellsysteme und Forschungen zur subsaisonalen und saisonalen Vorhersage (S2S) der Wasserverfügbarkeit.

## Werdegang
Kunstmann studierte Physik in Marburg, Virginia (USA) und Heidelberg und promovierte 1998 in Umweltnaturwissenschaften an der ETH Zürich. 1999 begann er am Fraunhofer-Institut für Atmosphärische Umweltforschung in Garmisch-Partenkirchen (heute KIT-Campus Alpin) als Postdoc und baute dort die Forschungsgruppe Regionales Klima und Hydrologie auf, die er bis heute leitet. 2004 übernahm er zusätzlich die Leitung der Abteilung Regionale Klimasysteme. Seit 2009 ist er als W3-Professor auf dem Lehrstuhl für Regionales Klima und Hydrologie an der Universität Augsburg tätig, eine gemeinsame Berufung mit dem Karlsruher Institut für Technologie. 2015 wurde er stellvertretender Direktor des KIT-Campus Alpin und 2021 Gründungsdirektor des Zentrums für Klimaresilienz der Universität Augsburg. Er forschte unter anderem an der Universität Bloemfontein in Südafrika und als Honorary Research Associate an der Universität Oxford in Großbritannien.

## Engagement
Harald Kunstmann ist regelmäßig als Experte  zum Thema Klimawandel und Wasser in öffentlichen Medien und Veranstaltungen tätig. Unter anderem zum Thema Trockenheit und Hochwasser in der Münchner Runde, ARD-Brennpunkt, im Bayerischen Rundfunk, in der Synode der evangelischen Landeskirche Bayern, auf dem evangelischen Kirchentag, in der Süddeutschen Zeitung, und in der Augsburger Allgemeinen. Neben seinen beruflichen Tätigkeiten ist Harald Kunstmann auch ehrenamtlich in lokalen Initiativen zur Energiewende und in der Kirche tätig. Mit dem an Harald Kunstmann verliehenen Deutschen Hydrologiepreis 2024, würdigt die Deutsche Hydrologische Gesellschaft, zusätzlich zu seiner wissenschaftlichen Leistung, sein großes Engagement in nationalen und Internationalen Fachkommissionen, sowie seine Beiträge zu den UN-Weltklimakonferenzen und seinen besonderen Einsatz für die Sensibilisierung der Öffentlichkeit hinsichtlich der Auswirkungen des Klimawandels auf Wasserressourcen.

## Forschungsschwerpunkte
- Auswirkungen des regionalen Klimawandels auf die terrestrische Hydrologie

- Dynamische und statistische Regionalisierung von hydrometeorologischen Feldern

- Vollgekoppelte und kompartimentsübergreifende regionale atmosphärische und hydrologische Modellierung

- Modellierung und Beobachtung von Wasser- und Energieflüssen
- Niederschlagsbestimmung mittels kommerzieller Mikrowellen-Links
- Subsaisonale und saisonale Vorhersagen
- Klimaresilienz und Landschaftswasserhaushalt

## Auszeichnungen und Preise
- 2014: Kavli Frontier of Science Fellow[3]
- 2021: Keynote Speech, United Nations Secretary-General’s Advisory Board on Water and Sanitation UNSGAB+5 Conference, 12. Februar 2021[16]
- 2021: Reuters World Top 1000 Climate Scientists[17]
- 2021: Wasser-Ressourcenpreis, Rüdiger Kurt Bode-Stiftung im Stifterverband[4]
- 2024: Hydrologie-Preis, Deutsche Hydrologische Gesellschaft (DHG)[18]

## Wissenschaftliche Publikationen (Auswahl)
- Tanja C. Portele, Christof Lorenz, berhon Dibrani, Patrick Laux, Jan Bliefernicht, Harald Kunstmann: Seasonal forecasts offer economic benefit for hydrological decision making in semi-arid regions. In: Scientific Reports. Band 11, Nr. 10581, Mai 2021, doi:10.1038/s41598-021-89564-y
- Benjamin Fersch, Alfonso Senatore, Bianca Adler, Joël Arnault, Matthias Mauder, Katrin Schneider, Ingo Völksch, Harald Kunstmann: High-resolution fully coupled atmospheric–hydrological modeling: a cross-compartment regional water and energy cycle evaluation In: Hydrology and Earth System Sciences. Band 24, Nr. 5, S. 2457–2481, 13. Mai 2020, doi:10.5194/hess-24-2457-2020
- Christian Chwala, Harald Kunstmann: Commercial microwave link networks for rainfall observation: Assessment of the current status and future challenges. In: Wiley Interdisciplinary Reviews: Water. Band 6, Nr. 2, März 2019, doi:10.1002/wat2.1337
- Mouhamadou Bamba Sylla, Jeremy S. Pal,  Aissatou Faye, Kangbeni Dimobe, Harald Kunstmann: Climate change to severely impact West African basin scale irrigation in 2 °C and 1.5 °C global warming scenarios. In: Scientific Reports, Band 8, Nr. 14295, September 2018, doi:10.1038/s41598-018-32736-0
- Christof Lorenz, Harald Kunstmann: The hydrological cycle in three state-of-the-art reanalyses: Intercomparison and performance analysis. In: Journal of Hydrometeorology. Band 13, Nr. 5, 01. Oktober 2012, S. 1397–1420, doi:10.1175/JHM-D-11-088.1
- Harald Kunstmann, Wolfgang Kinzelbach, Tobias Siegfried: Conditional first‐order second‐moment method and its application to the quantification of uncertainty in groundwater modeling. In: Water resources research. Band 38, Nr. 4, 10. April 2002, doi:10.1029/2000WR000022

## Medien und Wissenschaftskommunikation
Kunstmann ist mit seiner Expertise zu Klima- und Hochwasserschutz mehrfach in den Medien erschienen. Unter anderem:
- Augsburger Allgemeine, 5. Dezember 2024, Augsburger Forscher: „Klimaschutz ist keine Ideologie – Klimaschutz ist Vernunft“[11]
- BR: Münchner Runde, 12. Juni 2024, Hochwasser in Bayern - Wie müssen wir uns in Zukunft schützen?[5]
- BR24extra, 3. Juni 2024, Brennpunkt: Hochwasser - Dramatische Lage im Süden.[7]
- Landessynode Coburg, 25. April 2024, Klimaschutzgesetz beschlossen: Ins Handeln kommen.[19]
- SZ, 25. April 2024, Landessynode: Pfarrer aufs Fahrrad und Bio-Bratwürste auf den Grill.[10]
- COP 28: 11. Dezember 2023, Early Warning, Income Diversification & Food System Transformation for Resilience Building in Africa.[20]
- Augsburg TV, 17. Dezember 2022, Klimakrise und kein Ausweg? Klimaforscher Prof. Harald Kunstmann erklärt die wichtigsten Erkenntnisse der Forschung.[21]
- BR: Münchner Runde, 15. Juli 2020, Wie gefährlich wird der Klimawandel für Bayern?[6]